# Booboo Stewart
Nils Allen Stewart, Jr., známý jako Booboo Stewart (* 21. ledna 1994 Beverly Hills, Kalifornie) je americký herec, zpěvák a tanečník. Zpíval se skupinou T-Squad.

## Osobní život
Booboo je syn Nilse Allena Stewarta, Sr. a má 3 sestry.

## Kariéra
V roce 2006 dostal roli v nezávislém filmu The Conrad Boys režiséra Justina Lo. Pak hostoval v dětské show Blue Dolphin Kids. Zúčastnil se turné Best of Both Worlds Hannah Montany/Miley Cyrus, kde hostovala skupina Jonas Brothers.
Booboo bude hrát v nezávislém filmu American Cowslip. Zúčastnil se také Camp Rock Freestyle Jam a objevil se v reklamě s Jonas Brothers.
Booboo se objevil v epizodách Steve Harvey's Big Time Challenge, ER, Dante's Cove, a Everybody Hates Chris. Také pracoval na filmech Zoom a Beowulf.
Nedávno mu byla oficiálně potvrzena role ve třetím pokračování ságy Stmívání od úspěšné spisovatelky Stephenie Meyer, ve filmu The Twilight Saga: Eclipse (Zatmění), kde si zahraje mladého vlkodlaka Setha Clearwatera.

## Filmografie
- 2019 - Julie and the Phantoms... Willie
- 2017 - American Satan ...Vic Lakota
- 2017/2019- Následníci 2,3 ...Jay
- 2015 - Následníci ... Jay
- 2014 - X-Men: Budoucí minulost ... Warpath
- 2010 - The Twilight Saga: Eclipse (Zatmění) ... Seth Clearwater
- 2009 - American Cowslip ... Cary
- 2006 - Blue Dolphin Kids (TV seriál)
- 2006 - Everybody Hates Chris (TV seriál) ... Kid
- 2004 - 2006 - Dante's Cove (TV seriál) ... Stephen
- 2006 - 666: The Child ... Donald
- 2006 - The Conrad Boys ... Ben Conrad
- 2006 - 18 Fingers of Death! ... Young Buford
- 2005 - ER ... Power Ranger (Man With No Name) (TV seriál)
- 2005 - Pit Fighter ... Vendor
- 2004 - Skeleton Man ... Child Warrior
- 2003 - Steve Harvey's Big Time Challenge (TV seriál)